# Ivan Sviták
Ivan Sviták (10. října 1925 Hranice – 20. října 1994 Praha) byl český filozof, kritik, básník a politik. Hlásil se k marxistickému humanismu a k tradicím reformního československého socialismu. Pseudonym: Vasil Katyn.

## Biografie
Vyrůstal v Hukvaldech, kde žil jeho děd Leopold Sviták, konstruktér automobilů. Jeho matka byla Jenovéfa Svitáková. Rodiče se roku 1938 přistěhovali do Prahy (předtím od roku 1933 bydleli v Holoubkově u Rokycan). Ivan Sviták vystudoval gymnázium v Dejvicích a v letech 1943–1944 prodělal totální nasazení v ČKD; zajímala ho filozofie. V letech 1945 až 1949 vystudoval právnickou fakultu UK a zapsal se na přednášky filozofie na Vysoké škole politických a hospodářských věd (dnešní VŠE). V letech 1945–1948 působil jako člen ústřední komise mládeže při Československé sociální demokracii, přičemž v rámci strany reprezentoval radikálně levicové prokomunistické kolaborantské křídlo; roku 1948 po únorovém převratu přešel do KSČ.
Léta 1949 získal titul doktor filozofie a od roku 1949 přednášel dějiny filozofie na Vysoké škole politických a hospodářských věd. V letech 1954–1964 byl vědeckým pracovníkem Filozofického ústavu ČSAV, kde dosáhl titulu kandidát věd. Zaměřoval se na historii filozofického myšlení a otázky ateismu, později na vztah umění a moci. Od roku 1956 se profiloval jako kritik dogmatického pojetí marxismu. V roce 1964 byl jako „revizionista“ propuštěn z ČSAV a vyloučen z KSČ, když byly v časopise Tvář uveřejněny výňatky z jeho Nevědecké antropologie. V letech 1964–1968 byl spolupracovníkem Filmového ústavu; zde roku 1968 publikoval spis Lidský smysl kultury, v němž se zabýval rolí kultury v moderní společnosti. Koncem 60. let 20. století načas spolupracoval se surrealistickým okruhem UDS (Vratislav Effenberger, Petr Král, Stanislav Dvorský a další) . Přispěl i do sborníku tohoto okruhu Surrealistické východisko. V této době se rovněž zapojil do reformního hnutí pražského jara. Patřil k radikálním intelektuálům, působil jako ideolog Klubu angažovaných nestraníků (KAN). V této době navázal kontakty s přípravným výborem obnovené ČSSD a veřejně podporoval vznik této nekomunistické levicové strany.
Po srpnové okupaci roku 1968 emigroval ještě v srpnu do Rakouska a roku 1970 byl zbaven československého občanství (v roce 1971 pak v nepřítomnosti odsouzen za „poškozování důležitých zájmů ČSSR“ na osm let). V školním roce 1968/1969 získal (díky přímluvě Zbigniewa Brzezinského) stáž na Columbia University. V letech 1970–1990 působil v Kalifornii, kde pracoval jako hostující a od roku 1971 řádný vysokoškolský učitel v California State University v Chico. Zabýval se analýzou pokusů o reformu komunistického systému, publikoval v exilových časopisech.
V březnu 1990 se vrátil do Československa, v letech 1990–1992 opět pracoval ve Filozofickém ústavu ČSAV. Zpočátku se angažoval v obnovené ČSSD, ale pak se s ní rozešel. Ve volbách roku 1992 byl zvolen za koalici Levý blok do Sněmovny lidu Federálního shromáždění (volební obvod Severomoravský kraj); byl členem Rady Levého bloku. Kriticky se vyjadřoval k politickému vývoji v ČSFR po roce 1990 a nadále prosazoval spojení demokracie a socialismu. Ve Federálním shromáždění setrval do zániku Československa v prosinci 1992.
Jeho strýcem byl Otakar Sviták, československý důstojník, dědem konstruktér Leopold Sviták.

## Dílo
- Lidský smysl kultury: eseje, Praha 1968. Dostupné online.
- Dialektika moci, Kolín nad Rýnem 1973
- Děvčátko s červenou mašlí: povídky a pohádky, Curych 1975
- Nevědecká antropologie: dialectica modo bohemico demonstrata, Chico, Kalifornie 1984
- The philosopher's stone: dialectica modo californico demonstrata, Chico, Kalifornie 1980 (český překlad 1985)
- Národ na křižovatce: dialektika dějin, Praha 1989
- Budoucnost bez komunismu, Praha 1990. Dostupné online.
- Kulatý čtverec: dialektika demokratizace: úvahy a statě, články z let 1968–1969, Praha 1990. Dostupné online.
- Ztracené iluze: výroční zpráva o sametové revoluci, Praha 1990. Dostupné online.
- Cesta odnikud nikam, Praha 1991. Dostupné online.
- Devět životů: konkrétní dialektika, Praha 1992. Dostupné online.

### Díla v rozmezí let 1953–1985

#### Knihy v češtině
- Klasikové marxismu-leninismu o boji s náboženstvím, Orbis 1955
- Kapitoly z dějin filosofie. Část 1, [Kapitoly z dějin řecké filosofie] (1953), Orbis 1957. Dostupné online.
- Filosof zdravého rozumu (1957), ČSAV, 1963
- Montaigne (1958), Orbis 1966. Dostupné online.
- Sto tváří lásky (1960), Odeon 1968. Dostupné online.
- Lidský smysl kultury (1964), Československý spisovatel 1968. Dostupné online.
- Hlavou proti zdi (1968), Československý spisovatel, zabaveno 1969
- Nevědecká antropologie (1959–1967), Československý spisovatel, zabaveno 1969
- President (1964), Profil, zabaveno 1969
- Alternativní stanoviska (1965–1967), Melantrich, zabaveno 1970
- Nový horizont (1968), samizdat 1968
- Nové obzory, dialektika realismu (1968–1969), Columbia University N.Y.
- Dialektika moci (1970), Index, Kolín nad Rýnem 1973
- Dialektika pravdy (1973–1981), Index, Kolín nad Rýnem 1984
- Hajaja filosofem: dialektický materialismus pro školy mateřské, (1959–1960) B. m.: [Chico] (I. Sviták), ca 1983. [96] s. Dostupné online.
- Kámen mudrců: dialektika vyložená kalifornským způsobem = The philosopher's stone (d): dialectica modo californico demonstrata. Köln: vytiskl v autorově vlastním nákladu Index, společnost pro československou literaturu v zahraničí, ©1985. 147 s.

#### Cizojazyčné knihy
- Verbotene Horizonte, Freiburg: Rombach, 1969
- Parabel, Frankfurt: Fischer, 1970
- Unwissenschaftliche Anthropologie, Frankfurt: Fischer, 1972
- Man and His World, New York: Dell, 1970
- The Czechoslovak Experiment, New York: Columbia, 1971
- Montaigne, CSU: Chico, 1972